# Пуєуе (Чилі)
Пуєуе (ісп. Puyehue) - селище і комуна в Чилі. Адміністративний центр комуни - селище Ентре-Лагос. Населення - 3932 особи (2002). Селище і комуна входить до складу провінції Осорно і регіону Лос-Лагос.
Територія комуни – 1597,9 км². Чисельність населення – 11 461 мешканеців (2007). Щільність населення - 7,17 чол./км².

## Розташування
Селище Пуєуе розташоване біля східного краю однойменного озера. Селище Ентре-Лагос розташоване за 94 км на північний схід від адміністративного центру регіону міста Пуерто-Монт та за 46 км на схід від адміністративного центру провінції міста Осорно на південно-західному узбережжі озера Пуєуе.
Комуна межує:
- на півночі - з комуною Ріо-Буено
- на сході — з провінцією Неукен (Аргентина)
- на півдні — з комунами Пуерто-Варас, Пуерто-Октай
- на заході — з комуною Осорно

## Демографія
Згідно з даними, зібраними під час перепису Національним інститутом статистики, населення комуни становить 11 461 особу, з яких 6045 чоловіків та 5416 жінок.
Населення комуни становить 1,44% від загальної чисельності населення регіону Лос-Лагос. 70,7% належить до сільського населення та 29,3% - міське населення.